# Air Force One
Air Force One er flyvekontroltjenestens kaldesignal på det amerikanske luftvåbens luftfartøj, der befordrer USA's præsident.
Oftest bruges som Air Force One et af to modificerede Boeing 747-200B-fly som i starten af 1990'erne blev bygget specielt til formålet. Disse er designeret VC-25.
De to VC-25 er stationeret i Joint Base Andrews i delstaten Maryland.
Flyet har en rækkevidde på 12.600 km og har plads til mere end 70 passagerer. Der er to indgange til flyet, en forrest og en agterst. Den forreste er den fornemme og den agterste er mindre fornem. På halefinnen ses forskellige identifikationskoder for flyene: 28000 på det ene og 29000 på det andet fly. Alle flyvninger med disse fly udføres af flyverdetachementet Presidential Airlift Group, som er en del af Air Mobility Command, 89th Airlift Wing.
Der bliver typisk af sikkerhedshensyn lukket for anden flytrafik i lufthavnen omkring ankomst og afgang af Air Force One, og i USA er der en permanent flyveforbudszone på 25 sømil omkring præsidenten og hans fly.
Når præsidenten rejser med fly, disponerer han desuden ofte over både helikopter og skudsikker limousine (Cadillac One). Igen anvendes nummerbetegnelser – idet helikopteren kaldes Marine One da den stilles til rådighed af USA's marinekorps. Tilsvarende for de andre våbenarter findes Army One, Navy One (kun brugt en gang – 1. maj 2003), Coast Guard One (aldrig brugt) og Executive One, når det drejer sig om et, rekvireret, civilt fly.
Tilsvarende vil fly med den siddende amerikanske vicepræsident hedde Air Force Two, Marine Two osv.
Air Force One har været i København fire gange ved præsidenterne Clintons (1997), Bushs (juli 2005) og Obamas besøg (2. oktober 2009) og (18. december 2009).
Præsident Clinton fik ved sit besøg i 1997 overrakt en bycykel med navnet City Bike One.

## Tidligere Air Force One
Air Force One har ikke altid været en Boeing 747. Tidligere har der været brugt Boeing 757, Boeing 737, Boeing 707, Douglas C-54 Skymaster (DC-6), Boeing 314 Clipper, B-24 Liberator. Teknisk set er Air Force One blot kaldenavnet på det fly fra US Air Force, præsidenten flyver med.

## I populærkultur
Air Force One er ofte blevet anvendt i både litteratur og film.
I 1997 spillede Harrison Ford præsident i filmen Air Force One, hvor han bliver kidnappet af russiske terrorister. I den populære tv-serie Præsidentens mænd (The West Wing) fra 1999 indgår flyet også som en vigtig institution.
Elvis Presleys privatfly Lisa Marie blev ofte benævnt Hound Dog One med et spøgefuldt hint til Air Force One.
Air Force One blev nævnt i filmen United 93 fra 2006.